# Liste des romans de Vic St Val
Cette page présente la liste des soixante romans de la série Vic St Val édités de 1971 à 1979 en format de poche chez Fleuve noir dans la collection « Espiomatic ». Avec 60 titres sur 102, Vic St Val est le principal héros de la collection « Espiomatic » qui présenta également les aventures de Le Conch, Flash, Kergan ou encore Zac. 

## Liste des romans

### Vic St Val s'en occupe
- Publication : premier trimestre 1971.
- Numéro dans la série Espiomatic : no 1
- Personnages principaux : Vic St Val, Greta (« Lore Lei ») von Gluck, Snaky, « Flic », Ha-wa-si, James Sweet, Claudia, Ted Gardner et Ben Carson (CIA), Denji Kawasaka.
- Début du roman : Dans un bar parisien, un Américain tente de se cacher. Il est poursuivi par un mystérieux inconnu, un homme de plus de deux mètres de hauteur, aux cheveux blond-blanc filasse. Doté d'une puissance, d'une vitesse, d'une agilité et de réflexes hors du commun, ce poursuivant parvient à le tuer avec l'usage d'une mystérieuse arme qui envoie « une flamme d'une grande intensité lumineuse » (cf. page 16). Un photographe présent au bar et qui avait pris en photo l'Américain est peu après laissé pour mort, atteint par un éclair aveuglant, à la suite d'une course-poursuite. Vic St Val est averti par « Flic » de la mort étrange du photographe et de l'Américain. Il décide d'enquêter...
- Remarques :
  - outre ses talents d'hypnotiseur (pages 138-145), la taille de Vic St Val est révélée : 1,86 m (page 145).
  - si les auteurs du roman donnent une réponse au plan mis en place par les méchants, en revanche ils n'expliquent en rien comment ceux-ci ont développé l'arme terrifiante évoquée dans les premiers chapitres.
  - ce roman rappelle deux romans de la série SAS : Rendez-vous à San Francisco (perturbateurs mentaux à San Francisco par des Chinois) et Opération Apocalypse (un Japonais veut se venger de la Seconde Guerre mondiale et des bombardements atomiques sur le Japon en empoisonnant une ville américaine).

### Vic St Val sur un volcan
- Publication : premier trimestre 1971.
- Numéro dans la série Espiomatic : no 2
- Lien externe : Sur Bibliopoche
- Personnages principaux : Vic St Val, Snaky, Lore Lei, Archibaldo della Roccabella (dit « Archipazzo »), Ingrid Larsen, Édouard Beaumont.
- Début du roman : En son absence, la belle propriété du savant Archibaldo della Roccabella (dit « Archipazzo ») est cambriolée dans la baie de Naples. Munis de combinaisons de protection spéciales, les trois voleurs recherchent une sorte de petit conteneur. Ils arrivent à s'en emparer mais le laissent tomber du camion lorsqu'ils sont pris en chasse par les carabiniers. Archipazzo étant un savant de renommée mondiale et ayant travaillé auprès d'Enrico Fermi sur la création de la bombe atomique, le WISP est chargé de mener l'enquête...

### Vic St Val sans visa
- Publication : 2e trimestre 1971.
- Numéro dans la série Espiomatic : no 3
- Personnages principaux : Vic St Val, Snaky, Lore Lei, "Flic" ; Sam Reagan, Stan Guthrie ; professeur Hartmann ; Tahar el Mansour ; Ibn Ghazen ; Kadoun Hastafavî ; sœurs Siao.
- Résumé : 
  - Mise en place de l'intrigue : Quatre mafieux spécialisés dans le trafic de drogue meurent les uns après les autres dans d'étranges circonstances : ils sont prévenus que le soir même, à minuit, ils mourront, quoi qu'ils puissent faire. Trois de ces mafieux sont morts, et quand le roman commence, Sam Reagan vient de recevoir le même avertissement. Cloitré à San Francisco dans son building avec ses deux principaux gardes du corps, il attend minuit. Et lorsque sonne l'heure fatidique, il décède lui aussi ! Plus tard, un agent de la CIA, Stan Guthrie, meurt des conséquences d'une absorption régulière de drogue. La Force Infrarouge du WISP est informée par U Thant, le secrétaire général de l'ONU, de ces deux affaires qui semblent liées. S'agissant des mafieux, on ne tarde pas à faire un rapprochement entre les quatre défunts. Ces derniers avaient un point commun, autre que le trafic de drogue : ils avaient passé plusieurs jours dans un même « centre de remise en forme » situé en Grèce. Ce centre (l'Institut Héphaïstos) promet à ses clients de leur rendre dynamisme et regain vital.
  - Enquête et aventures : Vic St Val et Snaky se rendent dans cet institut, se faisant passer pour des clients. Ils apprennent des informations importantes de la part du professeur Hartmann, qui sous la menace leur révèle le nom d'une autre victime potentielle : Tahar el Mansour, un Libanais. Vic et Snaky vont continuer leur enquête à Beyrouth (Liban) et y rencontrent Tahar el Mansour. Un entretien avec lui permet de le faire échapper à un attentat mortel (on apprend à cette occasion comment les quatre mafieux avaient été exécutés grâce à un implant sous-cutané qui leur avait été implanté sans qu'ils le sachent et qui, actionné à distance, explosait dans le corps et répandait du poison). Le trafiquant leur propose de venir avec lui à Téhéran (Iran) pour continuer l'enquête. Se faisant passer pour des trafiquants de drogue, ils se mêlent à une réunion de trafiquants d'opium et d'héroïne, et leur enquête les mène en Arabie Saoudite. Les deux compères échappent avec les trafiquants de drogue à une tentative d'assassinat collectif organisée par un traître, Ibn Ghazen. De retour à Genève, l'analyse chimique d'échantillons d'une nouvelle drogue arrivée sur le marché laisse penser que les meurtres ne sont que quelques éléments disparates d'un plan de plus grande envergure, organisé en Chine. Quittant Genève, Vic et Snaky se rendent alors à Hong Kong, placée sous juridiction britannique. Ils sont suivis par des enfants qui guettent chacun de leurs mouvements. Ils apprennent que le cœur du complot se trouve à Shanghai. Déguisés et grimés, ils s'y rendent. Hébergés chez des infirmières, les sœurs Siao, ils se font engager comme manœuvres dans le chantier de réparation du bâtiment qui est au cœur du dispositif. Ils parviennent à voler des bandes magnétiques d'un ordinateur et à s'enfuir à bord d'un ballon dirigeable. Ils sont récupérés en mer du Japon par Lore Lei.
  - Dénouement et révélations finales : En définitive, ils ont lutté contre un complot du gouvernement chinois qui avait pour but d'étendre son influence par la consommation de drogue, dans les pays du Moyen-Orient, d'Europe et d'Amérique. Le roman se termine par une conclusion douce-amère : Vic et Lore Lei s'apprêtent, pour la première fois, à faire l'amour ensemble, mais Vic échappe de justesse à un attentat, que l'on pourrait attribuer aux Chinois, demeurés rancuniers face au succès récent de Vic.
- Remarque : Vic, Snaky et Lore Lei utilisent désormais un Jet Falcon 70, de Dassault, après le crash du Mystère 20 dans l'aventure précédente.

### Vic St Val dore la pilule
- Publication : 3e trimestre 1971.
- Numéro dans la série Espiomatic : no 4
- Personnages principaux : Vic St Val, Snaky, Lore Lei, Lena Wensel, Angelo Morelli, Niels Olsen, Ingmar Borgson, Lilla Mallory (alias Leslie Merrivale), Sorensen, Vincenzo, Giuseppe Crociato.
- Résumé : 
  - Mise en place de l'intrigue : Au Danemark, Lena, une jeune touriste allemande, manque de se faire violer par Angelo Morelli, un chauffeur-routier qui l'a prise en stop. Elle parvient à s'échapper du camion. Peu après, le véhicule tombe d'une falaise, et d'étranges animaux s'en échappent. Ces animaux arrivent jusqu'à l'endroit où Lena s'était réfugiée. Elle sombre dans la folie. Les habitants des alentours découvrent vite que des animaux « monstrueux » (des lapins et des chiens à double-tête) se répandent dans la localité. L'ONU saisit l'OMS et le WISP, si bien que Vic St Val et Snaky arrivent sur les lieux.
  - Enquête et aventures : Procédant à une rapide enquête, Vic guérit Lena de son traumatisme psychologique et en retire des informations. Vic a des relations sexuelles avec elle. Son enquête le mène au Centre de sélection génétique du professeur Ingmar Borgson. Ce laboratoire, situé à proximité, abritait effectivement les recherches entreprises par le savant. Le garde de la propriété informe Vic que tous les animaux d'expérience ont été récemment enlevés et que le professeur est parti en voyage au Kenya après avoir reçu la visite d'une très jolie Anglaise. Mais Vic retrouve non loin de là le cadavre du professeur immergé dans un bassin. Une question se pose : qui est donc parti au Kenya sous l'identité du professeur, et dans quel but ? Arrivé au Kenya sous la couverture d'un chercheur de la Croix-Bleue, Vic fait la connaissance d'une jolie Anglaise, Lilla Mallory, qui le charme et dont le signalement répond à celui donné par le garde. Interrogée, Lilla reconnaît qu'elle a fait le trajet avec le professeur Borgson depuis le Danemark. Vic la suspecte : peut-être est-elle chargée de surveiller le faux professeur. Vic contacte l'usurpateur d'identité et lui explique qu'il risque de mourir. Peu de temps après, effectivement, le faux professeur échappe de peu à un attentat, un lion ayant été attiré par des phéromones d'une lionne en chaleur (on avait demandé au faux savant de s'enduire de cette substance). Découvrant qu'on voulait le tuer pour faire croire à un décès « par accident » de Borgson au Kenya, l'homme avoue tout : il s'appelle Sorensen, fait partie de la mafia italienne, ne devait jouer le rôle du professeur que quelques jours, et il ignorait que le savant avait été tué. De retour à Genève, au quartier général du WISP, Vic arrive à la conclusion que quelqu'un avait demandé au professeur Borgson de faire des tests en vue de la commercialisation d'un nouveau médicament. Or les choses ont dérapé : ce médicament s'avère avoir des effets secondaires terrifiants, entraînant des mutations génétiques et des êtres monstrueux. Quand le commanditaire a appris les résultats des expériences, il a voulu empêcher le scandale. Il a procédé à l'enlèvement des spécimens et fait exécuter le professeur. L'équipée au Kenya n'avait pour but que de « déconnecter » sa mort officielle des recherches récentes. Les recherches permettent de déterminer l'entreprise qui a contacté le professeur : il s'agit de la Farmasicilia, que l'on pense dirigée par la mafia. Après un intermède amoureux entre Vic et Lore Lei (le couple amoureux se forme officiellement à ce moment), Vic et Snaky se rendent en Italie pour continuer l'enquête. Ils subissent une tentative d'attentat et le correspondant local du WISP est tué. Peu après leur arrivée, les locaux de la Farmasicilia disparaissent dans un incendie criminel. Un appel téléphonique d'un parrain de la mafia locale leur permet de relancer l'enquête : on leur suggère de rechercher un petit bateau de plaisance ayant récemment quitté l'Italie. L'enquête effectuée permet de retrouver un bateau grec (La Golondrina), appartenant à Leslie Merrivale. Vic se rend en Grande-Bretagne pour avoir des renseignements sur Leslie Merrivale, qui est apparemment la même personne que Lilla Mallory rencontrée au Kenya. Il s'avère que c'est la fille naturelle du maharaja de Jawardallah (Kumar Shandra Rahu) et d'une Britannique. Leslie/Lilla vit auprès de son père biologique en Inde, et plus précisément en Assam, en  Inde orientale. Vic et Snaky se rendent donc immédiatement en Assam, se font inviter chez Kumar Shandra Rahu et retrouvent la belle Leslie/Lilla. Après plusieurs péripéties, Vic perce le mystère : un mouvement nationaliste de l'Assam, soutenu par Leslie/Lilla, va lancer une campagne de vaccination contre le choléra. En fait, ce seront les médicaments tératogènes et abortifs qui seront distribués aux femmes (les femmes infertiles et les hommes recevront des placebos). Durant les mois et années qui suivront, les pilules consommées empêcheront les femmes d'avoir des enfants, le but étant de limiter au maximum les naissances et la « natalité débridée », pour faire baisser la population sur les dix années à venir. Le but est de faire repartir l'économie et de lutter contre le mouvement naxalite.
  - Dénouement et révélations finales : Vic et Snaky parviennent à s'emparer des deux camions contenant les produits chimiques abortifs et tératogènes, et à les lancer dans le Brahmapoutre. Les médicaments se dissolvent dans l'eau. De retour en Europe, Vic et Lore Lei vivent une vie de couple heureuse ; ils apprennent qu'on vient de pêcher, dans le Brahmapoutre, de nombreux poissons à deux têtes.
- Lien externe : Sur Bibliopoche
- Remarque : le titre est un jeu de mots entre « dorer la pilule » (faire accepter à quelqu'un une chose désagréable), et les pilules abortives qui sont l'objet du roman.

### Vic St Val en enfer
- Publication : 3e trimestre 1971.
- Numéro dans la série Espiomatic : no 5
- Personnages principaux : Vic St Val, Snaky, Lore Leï, Tod Axolatl, Arturo Tianaco, Manuel Enrique, Ines de la Natidad y Santa Carmela Enrique, Joao Wilson (agent du WISP au Brésil), Stanley O'Kelly.
- Résumé : 
  - Mise en place de l'intrigue : Le roman se déroule en juin 1970, au cours de la Coupe du monde de football. De retour en Grande-Bretagne après six ans d'absence, Stanley O'Kelly loue les services de Sheila, une femme conducteur de taxi. Il se rend auprès d'une maison de production de films et documentaires et y dépose un petit film qui, c'est ce qu'il suppose, va faire parler de lui. Peu de temps après, il est assassiné devant son domicile, alors que celui-ci est en flammes. Les autres films qu'il avait chez lui ont été détruits dans l'incendie de sa maison.
  - Enquête et aventures : Le film qu'il avait laissé dans la société de production est visionné par Vic St Val et Snaky. On y voit l'arrivée, dans un endroit rempli de végétation équatoriale, d'un aéroglisseur d'où sortent des hommes lourdement armés, qui tirent sur des indigènes sans défense. Compte tenu de la mort violente de O'Kelly et de ce film qui s'avère assez mystérieux et troublant, Vic ordonne une enquête du WISP. Les résultats arrivent dans les jours qui suivent : tout laisse à penser que l'action filmée est véridique et qu'elle s'est déroulée en Amazonie, dans la tribu autochtone des Zambos. Vic, Snaky et Lore Leï se rendent donc à Manaus, en Amazonie, pour enquêter. Après de nombreuses péripéties et l'enlèvement de Lore Leï par des inconnus, les héros découvrent, en pleine forêt amazonienne, une base secrète d'un groupe factieux qui a décidé de commettre un coup d'État le jour de la finale de la Coupe du monde de football, en utilisant les ondes émises par les postes de télévision. Ce coup d'État est organisé par des indiens d'Amazonie qui souhaitent se venger des blancs qui les ont si souvent exploités, humiliés, martyrisés.
  - Dénouement et révélations finales : Vic et Snaky délivrent Lore Leï et les autres prisonniers, parviennent à empêcher le coup d'État et neutralisent les mutins (les organisateurs du coup d'État sont tous tués).
- Remarque : Palmes d'or du Roman d'Espionnage 1971[réf. nécessaire]

### Vic St Val sur orbite
- Publication : premier trimestre 1972.
- Numéro dans la série Espiomatic : no 6
- Lien externe : Sur Bibliopoche
- Principaux personnages : Vic St Val, Snaky, Monika, Beekmans, George Campbell, Henri Kwast.
- Remarque : Lore Lei n'intervient pas du tout dans le roman.
- Résumé : 
  - Mise en place de l'intrigue : Vic St Val et Snaky enquêtent sur deux affaires qui sont liées entre elles : la première concerne l'assassinat, sous leurs yeux, à Bruxelles, de Beekmans, un trafiquant d'armes. Qui l'a tué ? Pourquoi ? La seconde affaire concerne la mort rapide et douloureuse, en Tanzanie, de membres de tribus masaïs. Il semblerait que ces tribus aient été contaminées par des germes issus d'une arme bactériologique d'un genre nouveau.
  - Enquête et aventures : De Bruxelles à Genève, de Lucéram à Courchevel, les deux compères enquêtent dans le milieu interlope des trafiquants d'armes. Ils font la connaissance de George Campbell, lui-même trafiquant d'armes et rival de Beekmans. Or Campbell, dans sa luxueuse résidence de Lucéram, subit aussi une tentative d'assassinat, tandis que les ravages du virus se poursuivent en Tanzanie. En fin de compte, Vic St Val, sans en avoir la preuve et sans pouvoir le châtier, estime que c'est Kwast, un autre vendeur d'armes, qui a tué Beekmans. En Afrique, l'équipe du WISP, en lien avec l'OMS, détermine que le virus est celui du ténia échinocoque, génétiquement modifié.
  - Dénouement et révélations finales : Le plus surprenant, c'est qu'aucun service secret, ni aucun médecin fou, n'est à l'origine de la diffusion de ce virus. Il provient d'un animal envoyé par les humains dans l'espace à titre d'expérience (peut-être Laïka ?) et dont le corps, revenu sur Terre lors du crash du satellite en Tanzanie, a diffusé le virus, génétiquement modifié dans l'espace par les rayons cosmiques. Dans cette histoire, les deux aventuriers croiseront en plusieurs lieux la pulpeuse Monika, prostituée sympathique à l'esprit simple mais aimant l'argent.

### Vic St Val en chute libre
- Publication : 1er trimestre 1972.
- Numéro dans la série Espiomatic : no 7
- Personnages principaux : Vic St Val, Snaky, Lore Lei, Paulette Pierson, Kenneth Mac Killkelly, Kathryn Mac Killkelly (« Scottie »).
- Résumé : 
  - Mise en place de l'intrigue : Un campement de jeunes hippies est attaqué au Népal par une créature étrange (le yéti ?). Si beaucoup de jeunes gens meurent lors de l'attaque, plusieurs parviennent à prendre la fuite. Retournés en Europe, trois des survivants meurent dans des circonstances étranges. Seule rescapée : Paulette Pierson. Vic et Snaky, sous la couverture de réalisateurs de cinéma, vont l'interroger à Saint-Tropez en lui faisant croire qu'elle sera l'héroïne d'une superproduction hollywoodienne. Il résulte de l'entretien qu'ils ont avec la jeune femme qu'une femme dénommée Scottie serait susceptible d'en savoir autant, ou plus, qu'elle. Aucune photographie du visage de Scottie n'a été prise, mais son corps est visible sur certaines photos. Lore Lei remarque un détail du tartan de la jeune femme. La détermination du clan auquel fait référence ce tartan permet de localiser la ville où résidait Scottie.
  - Enquête et aventures : Vic et Snaky se rendent donc en Écosse poursuivre leur enquête. Ils découvrent que Scottie était mariée avec Kenneth Mac Killkelly et que ce dernier a disparu de son château écossais de Leabaidh. Scottie est son épouse et s'appelle Kathryn Mac Killkelly. La visite du château réserve une surprise de taille : des expérimentations biochimiques ont été effectuées au château, et Kenneth a effectivement disparu. Des moutons attaquent Vic et Snaky avec furie, laissant penser que ces moutons ont subi des expérimentations ou qu'ils ont été « dopés ». L'enquête est relancée quand on découvre que la sœur de Scottie est mariée avec un torero espagnol. Vic et Snaky se rendent donc près d'Alicante, en Espagne, pour retrouver la sœur de Scottie. Après plusieurs péripéties, et notamment l'attaque par des moines tibétains, Vic et Snaky retournent à Genève pour faire le point. Des expérimentations biologiques ont été faites par Kenneth Mac Killkelly dans son château en Écosse, et elles ont été détruites par des moines tibétains. Il y a en réalité deux équipes de moines : l'une est pacifique et tente d'éviter de tuer ; l'autre est violente. La solution du problème réside donc au Népal ou au Tibet. Vic et Snaky se rendent donc au Népal, sur les traces du campement des hippies. Ils sont d'abord sur la piste des « tibétains non violents et pacifistes », qui veulent faire pousser des céréales en montagne, en haute altitude. Puis ils découvrent l'existence d'une base secrète de résistants tibétains. Dirigés par un général rebelle, ce sont les « violents » qui ont déjà croisé la route des héros. Vic et Snaky apprennent le plan diabolique des résistants tibétains : empoisonner des céréales envoyées en Chine en les mélangeant avec de l'ergot du seigle, produit naturel hautement toxique. L'attaque des hippies au Népal par un « yéti », puis celle de Vic par des moutons en Écosse, étaient dues à la consommation par un ours (au Népal) et par des moutons (en Écosse) de produits mélangés à l'ergot de seigle, ce qui avait rendu fous les animaux.
  - Dénouement et révélations finales : Vic prend la décision de dénoncer les résistants tibétains et à indiquer l'emplacement de leur base secrète aux autorités chinoises. Vic et Snaky sont invités à Pékin afin de rencontrer Mao Zedong qui les remercie de leur aide et d'avoir évité l'empoisonnement de millions de Chinois.
- Remarque : Vic St Val a des notions de la langue chinoise.

### Vic St Val vise la tête
- Publication : 1972
- Numéro dans la série Espiomatic : no 8
- Personnages principaux : Vic St Val, Snaky…
- Résumé :
  - Mise en place de l'intrigue :
  - Enquête et aventures :
  - Dénouement et révélations finales :

### Vic St Val annonce la couleur
- Publication : 3e trimestre 1972.
- Numéro dans la série Espiomatic : no 9
- Lien externe : Sur Bibliopoche
- Personnages principaux : Vic St Val, Snaky, Lore Lei, Hermann Sänger, Gina Soffrani, Uuna Mikkonen, Omar Shabban
- Résumé : 
  - Mise en place de l'intrigue : À Kaysershaven, dans la région allemande de la Frise, une « pluie noire » se met à tomber, semant la terreur parmi les habitants. Vic St Val et Snaky viennent enquêter. Diverses péripéties ont lieu, les mettant aux prises avec les habitants de la localité. De retour au siège du WISP à Genève, ils apprennent que plusieurs savants travaillant sur le problème de la pollution atmosphérique ont disparu les derniers mois. L'un d'eux n'a pas disparu : Hermann Sänger, vivant en Suisse germanophone. Se faisant passer pour un policier suisse chargé de sa surveillance, Vic St Val élabore un plan audacieux. Il éloigne le savant de sa propre maison et grime Snaky de manière à le faire passer pour Sänger. La nuit suivante, Snaky (pris pour Sänger) est fait prisonnier et enlevé par un commando de bandits.
  - Enquête et aventures : Grâce à un poste émetteur miniaturisé logé dans l'habit de Snaky, Vic suit le groupe jusqu'à une auberge, près de la frontière suisse. Les bandits n'ont qu'une faible avance mais découvrent la supercherie. Dans une auberge, alors que Vic recherche le destinataire d'un appel téléphonique à qui les bandits ont téléphoné, il fait la connaissance d'une italienne (Gina Soffrani) qui se prétend touriste. Vic a bien compris qu'elle est de mèche avec les ravisseurs et fait mine de la croire quand elle demande qu'il la conduise non loin de là. Vic est fait prisonnier par les bandits et emmené dans leur repaire : Le Nid d'Aigle. Avec ruse il parvient à libérer Snaky et à faire prisonnier toute la bande. Il apprend qu'il s'agit de malfrats italiens qui ont été chargés d'enlever  Hermann Sänger moyennant finances et qu'ils ignorent qui est le commanditaire de l'opération. Dans la maison se trouvent prisonnières trois femmes : la fille d'un émir arabe (Uuna Mikkonen - d'origine finlandaise par son père) et ses deux suivantes, Leïla et Ismaïlia. Elles sont retenues prisonnières depuis plusieurs semaines en tant qu'otages. De retour à Genève, Vic et Snaky font le point. Ils apprennent que Hermann Sänger a disparu (peut-être enlevé ?). Ils décident de se rendre avec Lore Lei, Uuna Mikkonen et ses suivantes dans l'émirat de « Zerg Aryad ». En effet, non seulement il y a ces trois captives qui en viennent, mais aussi la « pluie noire » concerne une manipulation chimique de produits pétroliers, d'où un lien avec le Moyen-Orient. Arrivés sur place, ils se rendent au palais royal. Ce n'est plus le père d'Uuma qui règne mais Omar Shabban, un ministre qui a pris le pouvoir par traîtrise. Uuma est faite prisonnière et envoyée dans le harem de l'émir.  Tandis que Vic St Val et Snaky prennent la fuite avec Lore, ils découvrent que ce n'est pas Lore qui est à leurs côtés mais Uuna : les deux femmes ont échangé leurs places, afin que Uuna retrouve son père et chasse Omar Shabban du pouvoir. Les deux compères retrouvent effectivement l'émir. À la tête d'une troupe de fidèles, celui-ci revient en vainqueur au palais. Lore Lei est délivrée. Hermann Sanger est lui-aussi délivré. Vic découvre l'implication d'une célèbre multinationale dans l'origine de la « pluie noire ». Il retourne en Frise, là où avait commencé le roman, et découvre une entreprise qui construit des moteurs sans carburant à essence. Il a compris ce qui s'est tramé : un consortium de fabricants d'automobiles, de pétroliers et de constructeurs de moteurs ont découvert un moteur sans essence. Ce consortium a créé les conditions d'une terreur irraisonnée contre le pétrole et ses dérivés (en particulier l'essence) dans le but de vendre dans un très court laps de temps des millions de moteurs sans essence. Or ce que les dirigeants de ce consortium n'avaient pas prévu, c'est que ce moteur ne fonctionnait pas, ou mal, et rejetait plus de polluants que l'essence classique !
  - Dénouement et révélations finales : Vic St Val convoque les sept dirigeants du consortium. Il leur prouve qu'il sait tout et leur ordonne de détruire les moteurs déjà construits et de diriger honnêtement leurs recherches vers un autre moteur.

### Vic St Val contre Vic St Val
- Publication : 1972
- Numéro dans la série Espiomatic : no 10
- Personnages principaux : Vic St Val, Snaky…
- Résumé :
  - Mise en place de l'intrigue :
  - Enquête et aventures :
  - Dénouement et révélations finales :

### Vic St Val rend la monnaie
- Publication : 1972
- Numéro dans la série Espiomatic : no 11
- Personnages principaux : Vic St Val, Snaky…
- Résumé :
  - Mise en place de l'intrigue :
  - Enquête et aventures :
  - Dénouement et révélations finales :

### Vic St Val va à dame
- Publication : 1er trimestre 1973.
- Numéro dans la série Espiomatic : no 12
- Personnages principaux : Vic St Val, Snaky, Lore Lei, Mark Robeson, Linda Greerson (« Manuela »), Nadia Fuller, Coraline.
- Résumé : 
  - Mise en place de l'intrigue : Le roman commence par les accusations de viol portées à l'encontre de Mark Robeson, propriétaire et dirigeant d'un magazine féminin célèbre. Celui-ci nie les accusations de viol. Le WISP remarque que depuis un certain temps, les accusations de crime (viol, agression sexuelle, meurtre) portées contre les hommes ont crû de manière exponentielle et que, chaque fois qu'un homme était accusé et évincé, il était remplacé à son poste de travail ou de responsabilité par une femme.
  - Enquête et aventures : Vic commence son enquête mais est accusé lui aussi d'avoir tué une jeune femme dans un ascenseur. L'enquête s'oriente en direction des associations féministes extrémistes, en particulier l'association néerlandaise Vlaamsche Vlam. Vic et Snaky obtiennent des renseignements essentiels de Coraline, une jeune  funambule de cirque qui a participé à l'opération contre Robeson. Ses révélations permettent que l'enquête se poursuive à New York et au Canada. Ils découvrent qu'un plan diabolique a été manigancé par Linda Greerson (alias « Manuela »), principale collaboratrice de Mark Robeson. Lore Lei est faite prisonnière par Manuela. L'aventure se poursuit à bord d'un navire appartenant au WISP, le Wisp-Atlantique. À la fin du roman, Vic et Snaky découvrent que les extrémistes féministes ont empoisonné le papier et l'encre de journaux dans plusieurs pays. Ce poison ne réagissant qu'à la testostérone, des millions d'hommes mourront en lisant les journaux, tandis que les femmes ne seront pas touchées.
  - Dénouement et révélations finales : Vic, Snaky et Lore Lei neutralisent les extrémistes féministes qui sont sur le Wisp-Atlantique, Linda / Manuela trouve la mort dans une action kamikaze, l'information est révélée au monde entier des dangers du papier journal et de son encre. Il apparaît en outre que Mark Robeson n'est pas aussi innocent qu'il le prétendait. Néanmoins, les commanditaires de l'action des féministes extrémistes ne sont pas identifiés avec précision (les Soviétiques ? les Chinois ?). Le dernier paragraphe laisse supposer que le livre que le lecteur tient entre les mains pourrait être, lui-aussi, empoisonné !

### Vic St Val entre deux eaux
- Publication : 1973
- Numéro dans la série Espiomatic : no 13
- Personnages principaux : Vic St Val, Snaky…
- Résumé :
  - Mise en place de l'intrigue :
  - Enquête et aventures :
  - Dénouement et révélations finales :

### Vic St Val donne le feu vert
- Publication : 1973
- Numéro dans la série Espiomatic : no 14
- Personnages principaux : Vic St Val, Snaky…
- Résumé :
  - Mise en place de l'intrigue :
  - Enquête et aventures :
  - Dénouement et révélations finales :

### Vic St Val brûle les étapes
- Publication : 1973
- Numéro dans la série Espiomatic : no 15
- Personnages principaux : Vic St Val, Snaky…
- Résumé :
  - Mise en place de l'intrigue :
  - Enquête et aventures :
  - Dénouement et révélations finales :

### Vic St Val Quitte ou double
- Publication : 1973
- Numéro dans la série Espiomatic : no 16
- Personnages principaux : Vic St Val, Snaky…
- Résumé :
  - Mise en place de l'intrigue :
  - Enquête et aventures :
  - Dénouement et révélations finales :

### Vic St Val non stop
- Publication : 4e trimestre 1973.
- Numéro dans la série Espiomatic : no 18
- Personnages principaux : Vic St Val, Snaky…
- Remarque : Lore Lei n'agit pas dans le roman, à l'exception du dernier chapitre où elle intervient lors du « debriefing ».
- Résumé : 
  - Mise en place de l'intrigue : Stéphane Delorme est accusé d'avoir tué sa maîtresse ainsi que son épouse dans la banlieue chic parisienne. En réalité il a été victime d'un complot. Alerté par Snaky, Vic St Val décide d'intervenir et d'enquêter.
  - Enquête et aventures : L'enquête les conduit chez le beau-père de l'accusé, un Russe septuagénaire nommé Sacha Bodinski. Celui-ci est gardé prisonnier par deux « geôliers ». La fille de Bodinski étant morte et Stéphane dans l'impossibilité d'hériter, la fortune de la jeune femme revient à son père. Alors que Bodinski vient de mourir dans des circonstances troubles et que sa maison est incendiée, Vic découvre dans ses effets personnels un indice le menant dans les Alpes autrichiennes. Arrivés en Autriche à Bagastein (ville fictive), Vic et Snaky sont témoins du meurtre d'un jeune homme, Kolia Kouzcek, apparemment en rien lié à l'affaire qui les a menés là. Le défunt est rapatrié dans son pays de naissance, la Tchécoslovaquie. Vic et Snaky s'y rendent et font connaissance avec la famille de Kolia. L'enquête évolue lorsque le frère du défunt arrive : Vladimir Kouzcek est un officier de l'Armée rouge. Vic se demande si l'assassinat de Kolia n'avait pas pour simple objectif de faire venir Vladimir en Tchécoslovaquie afin de l'enlever pour lui soutirer un renseignement. Poursuivant leur enquête, les deux compères découvrent que la solution du mystère réside en Union soviétique, près de la place Rouge. Ils arrivent à Moscou où ils sont mis, avec leur accord tacite, sous la surveillance de deux jeunes femmes « guides touristiques » (faisant partie du KGB). Leur enquête permet la découverte d'un complot visant à éliminer, lors d'une cérémonie commémorative au mausolée de Lénine, l'intégralité des membres du Politburo du Parti communiste soviétique par un tueur qui a pris la place de Lénine dans le cercueil.
  - Dénouement et révélations finales : Vic et Snaky mettent en échec ce coup d'État. Ils rentrent à Genève, font le point avec Lore Lei, et apprennent que Stéphane Delorme vient d'être libéré.

### Vic St Val sous pression
- Publication : 1974
- Numéro dans la série Espiomatic : no 20
- Personnages principaux : Vic St Val, Snaky…
- Résumé :
  - Mise en place de l'intrigue :
  - Enquête et aventures :
  - Dénouement et révélations finales :

### Vic St Val en direct
- Publication : 1974
- Numéro dans la série Espiomatic : no 22
- Personnages principaux : Vic St Val, Snaky…
- Résumé :
  - Mise en place de l'intrigue :
  - Enquête et aventures :
  - Dénouement et révélations finales :

### Vic St Val à fond de cale
- Publication : 1974
- Numéro dans la série Espiomatic : no 24
- Personnages principaux : Vic St Val, Snaky…
- Résumé :
  - Mise en place de l'intrigue :
  - Enquête et aventures :
  - Dénouement et révélations finales :

### Vic St Val, période fauve
- Numéro dans la série Espiomatic : no 26
- Publication : 1974
- Personnages principaux : Vic St Val, Snaky…
- Résumé :
  - Mise en place de l'intrigue :
  - Enquête et aventures :
  - Dénouement et révélations finales :

### Vic St Val tous azimuts
- Numéro dans la série Espiomatic : no 29
- Publication : 1974
- Personnages principaux : Vic St Val, Snaky…
- Résumé :
  - Mise en place de l'intrigue :
  - Enquête et aventures :
  - Dénouement et révélations finales :

### Vic St Val… place aux jeunes
- Numéro dans la série Espiomatic : no 32
- Publication : 1974.
- Personnages principaux : Vic St Val, Snaky…
- Résumé :
  - Mise en place de l'intrigue :
  - Enquête et aventures :
  - Dénouement et révélations finales :

### Vic St Val vole dans les plumes
- Numéro dans la série Espiomatic : no 34
- Publication : 1975.
- Personnages principaux : Vic St Val, Snaky…
- Résumé :
  - Mise en place de l'intrigue :
  - Enquête et aventures :
  - Dénouement et révélations finales :

### Vic St Val force la dose
- Numéro dans la série Espiomatic : no 38
- Publication : 1975.
- Personnages principaux : Vic St Val, Snaky…
- Résumé :
  - Mise en place de l'intrigue :
  - Enquête et aventures :
  - Dénouement et révélations finales :

### Vic St Val cousu main
- Numéro dans la série Espiomatic : no 42
- Publication : 1975.
- Personnages principaux : Vic St Val, Snaky…
- Résumé :
  - Mise en place de l'intrigue :
  - Enquête et aventures :
  - Dénouement et révélations finales :

### Vic St Val au finish
- Numéro dans la série Espiomatic : no 46
- Publication : 1975.
- Personnages principaux : Vic St Val, Snaky, Lore Lei, Birgit Swiggert, comtesse Gigliola, professeur Timothy Webley.
- Résumé :
  - Mise en place de l'intrigue : En Suède, Birgit Swiggert sent perdre son corps : elle a des bouffées, des nausées, des hallucinations. Son père, qui l'avait mise à la tête du holding familial et avec qui elle est en conflit, lui retire la gestion des sociétés lors d'une réunion d'un conseil d'administration au cours de laquelle elle perd tous ses moyens et croit devenir folle.
  - Enquête et aventures : Profondément déprimée, elle est recueillie par Vic Saint Val. Elle est emmenée à Rome pour se détendre, dans la propriété de la comtesse Gianna-Maria Gigliola. Les agents du WISP découvrent que, partout dans le monde, depuis plusieurs semaines, des femmes sont en proie aux mêmes troubles psychosomatiques que ceux éprouvés par Birgit Swiggert. La soudaineté de l'événement et le fait que seules des femmes en soient atteintes laisse penser à une action préméditée et artificiellement provoquée. Mais par qui ? et comment ? et pourquoi ? Vic Saint Val et ses amis sont en lutte avec des personnes qui les suivent et qui s'interposent. La comtesse Gigliola présente elle-aussi les mêmes symptomes que Birgit. L'enquête a lieu essentiellement à Rome. Un temps, le frère de la comtesse est soupçonné. Puis le docteur Cavelli, qui va mourir lors de l'explosion d'une voiture piégée.
  - Dénouement et révélations finales : Lore Lei a été invitée à donner la réplique au professeur Webley, qui vient de publier un livre invitant les femmes à « retourner aux fourneaux ». L'émission est diffusée sur Europe 1 et est présentée par Pierre Bellemare. Vic Saint Val découvre que Lore Lei présente les mêmes symptômes que Birgit et la comtesse Gigliola. Il voit ce qui différencie son amie des autres jours : elle s'est maquillée. Il comprend tout : un complot machiste, dont Webley est l'un des membres, a été organisé pour écarter les femmes de la direction des affaires publiques et privées. Le moyen : un cocktail de divers produits chimiques, dont l'harmaline, un puissant alcaloïde aux effets hallucinogènes, intégré dans le rouge à lèvres, utilisé essentiellement par les femmes. Vic Saint Val révèle la vérité à l'antenne d'Europe 1.

### Vic St Val tranche dans le vif
- Numéro dans la série Espiomatic : no 48
- Publication : 19
- Personnages principaux : Vic St Val, Snaky…
- Résumé :
  - Mise en place de l'intrigue :
  - Enquête et aventures :
  - Dénouement et révélations finales :

### Vic St Val taille adulte
- Numéro dans la série Espiomatic : no 52
- Publication : 1975.
- Personnages principaux : Vic St Val, Snaky…
- Résumé :
  - Mise en place de l'intrigue :
  - Enquête et aventures :
  - Dénouement et révélations finales :

### Vic St Val priez porno
- Numéro dans la série Espiomatic : no 54
- Publication : 1975.
- Personnages principaux : Vic St Val, Snaky…
- Résumé :
  - Mise en place de l'intrigue :
  - Enquête et aventures :
  - Dénouement et révélations finales :

### Salut, la Mecque!
- Numéro dans la série Espiomatic : no 56
- Publication : 1976.
- Personnages principaux : Vic St Val, Snaky…
- Résumé :
  - Mise en place de l'intrigue :
  - Enquête et aventures :
  - Dénouement et révélations finales :

### Vic St Val circuit Dracula
- Numéro dans la série Espiomatic : no 60
- Publication : 1976.
- Personnages principaux : Vic St Val, Snaky…
- Résumé :
  - Mise en place de l'intrigue :
  - Enquête et aventures :
  - Dénouement et révélations finales :

### Aux algues, citoyens!
- Numéro dans la série Espiomatic : no 62
- Publication : 1976.
- Personnages principaux : Vic St Val, Snaky…
- Résumé :
  - Mise en place de l'intrigue :
  - Enquête et aventures :
  - Dénouement et révélations finales :

### La Ruée vers Lore
- Numéro dans la série Espiomatic : no 63
- Publication : 1976.
- Personnages principaux : Vic St Val, Snaky…
- Résumé :
  - Mise en place de l'intrigue :
  - Enquête et aventures :
  - Dénouement et révélations finales :

### Vic St. Val Envoûtements sur commande
- Numéro dans la série Espiomatic : no 68
- Publication : 1976.
- Personnages principaux : Vic St Val, Snaky…
- Résumé :
  - Mise en place de l'intrigue :
  - Enquête et aventures :
  - Dénouement et révélations finales :

### Le Complexe de Frankenstein
- Numéro dans la série Espiomatic : no 70
- Publication : 1976.
- Personnages principaux : Vic St Val, Snaky…
- Résumé :
  - Mise en place de l'intrigue :
  - Enquête et aventures :
  - Dénouement et révélations finales :

### Nostradamus au pouvoir
- Numéro dans la série Espiomatic : no 75
- Publication : 1976.
- Personnages principaux : Vic St Val, Snaky…
- Résumé :
  - Mise en place de l'intrigue :
  - Enquête et aventures :
  - Dénouement et révélations finales :

### Monstres à volonté
- Numéro dans la série Espiomatic : no 77
- Publication : 1977.
- Personnages principaux : Vic St Val, Snaky…
- Résumé :
  - Mise en place de l'intrigue :
  - Enquête et aventures :
  - Dénouement et révélations finales :

### Jusque-là, ça va!
- Numéro dans la série Espiomatic : no 79
- Publication : 1977.
- Personnages principaux : Vic St Val, Snaky…
- Résumé :
  - Mise en place de l'intrigue :
  - Enquête et aventures :
  - Dénouement et révélations finales :

### Société de compromission
- Numéro dans la série Espiomatic : no 81
- Publication : 1977.
- Personnages principaux : Vic St Val, Snaky…
- Résumé :
  - Mise en place de l'intrigue :
  - Enquête et aventures :
  - Dénouement et révélations finales :

### Un méchant coup de vieux!
- Numéro dans la série Espiomatic : no 82
- Publication : 1977.
- Personnages principaux : Vic St Val, Snaky…
- Résumé :
  - Mise en place de l'intrigue :
  - Enquête et aventures :
  - Dénouement et révélations finales :

### Pitié pour la Terre!
- Numéro dans la série Espiomatic : no 84
- Publication : 1977.
- Personnages principaux : Vic St Val, Snaky…
- Résumé :
  - Mise en place de l'intrigue :
  - Enquête et aventures :
  - Dénouement et révélations finales :

### Course au suicide
- Numéro dans la série Espiomatic : no 85
- Publication : 1977.
- Personnages principaux : Vic St Val, Snaky…
- Résumé :
  - Mise en place de l'intrigue :
  - Enquête et aventures :
  - Dénouement et révélations finales :

### Nous sommes tous des cobayes
- Numéro dans la série Espiomatic : no 86
- Publication : 1977.
- Personnages principaux : Vic St Val, Snaky…
- Résumé :
  - Mise en place de l'intrigue :
  - Enquête et aventures :
  - Dénouement et révélations finales :

### Le Fer dans la plaie
- Numéro dans la série Espiomatic : no 87
- Publication : 1977.
- Personnages principaux : Vic St Val, Snaky…
- Résumé :
  - Mise en place de l'intrigue :
  - Enquête et aventures :
  - Dénouement et révélations finales :

### Violences sans visages
- Numéro dans la série Espiomatic : no 88
- Publication : 1977.
- Personnages principaux : Vic St Val, Snaky…
- Résumé :
  - Mise en place de l'intrigue :
  - Enquête et aventures :
  - Dénouement et révélations finales :

### Équilibre de la terreur
- Numéro dans la série Espiomatic : no 89
- Publication : 1er trimestre 1978
- Lien externe : Sur bibliopoche
- Article connexe : Équilibre de la terreur
- Personnages principaux : Vic St Val, Snaky, « Lore Lei » von Gluck ; Paul-Otto Krassner, Trudi Schneider, Hermann Baumgartner, Werner Horst, Willy Forster (commissaire de police allemand), Gisela Mansfeld, Killer (chien) ; Johann, Helga, Kristina, Emil, Georg (ravisseurs).
- Résumé : 
  - Mise en place de l'intrigue : Années 1976-1977. La République fédérale d'Allemagne vit des heures sombres avec les attentats fomentés par la bande à Baader sous le pseudonyme de Fraction armée rouge. Les médias sont focalisés sur l'enlèvement du juge Siegfried Buback et sur son assassinat, ainsi que sur celui de Hanns Martin Schleyer et de ses gardes du corps. Le roman commence lorsqu'un magistrat, Paul-Otto Krassner, qui a dénoncé publiquement la mollesse du gouvernement d'Helmut Schmidt, est enlevé à son tour par une mystérieuse organisation appelée Freiheits-Kinder.
  - Enquête et aventures : Peu après, Lore Lei von Glück, la compagne de Vic St Val, est enlevée à son tour. Une troisième personne, Trudi Schneider, est aussi enlevée, puis un dénommé Baumgartner. Vic St Val est lui-aussi enlevé par une autre organisation de gauchistes et gardé prisonnier dans un vieux château. Il y rencontre une jeune fille, séquestrée comme lui, Gisela Mansfeld. Le chef des ravisseurs, Johann, informe Vic St Val qu'ils ne sont pas les Freiheits-Kinder mais une organisation concurrente. À la fin du roman, Vic et Gisela sont libérés et Johann est tué d'un coup de feu.
  - Dénouement et révélations finales : Le lecteur apprend alors que les Freiheits-Kinder n'ont jamais existé et qu'il s'agissait d'une opération de manipulation organisée par Vic St Val et la police allemande : Trudi Schneider (en réalité Lore Lei von Glück), Paul-Otto Krassner et Hermann Baumgartner avaient accepté le jouer le rôle de personnalités enlevées afin que Vic St Val puisse « pénétrer » une organisation gauchiste qui aurait été tentée de pratiquer des enlèvements.

### Partage en frères
- Numéro dans la série Espiomatic : no 90
- Publication : 1978
- Personnages principaux : Vic St Val, Snaky…
- Résumé :
  - Mise en place de l'intrigue :
  - Enquête et aventures :
  - Dénouement et révélations finales :

### Bienheureux les doux…
- Numéro dans la série Espiomatic : no 91
- Publication : 1978
- Personnages principaux : Vic St Val, Snaky…
- Résumé :
  - Mise en place de l'intrigue :
  - Enquête et aventures :
  - Dénouement et révélations finales :

### La Tête au carré
- Numéro dans la série Espiomatic : no 92
- Publication : 1978
- Personnages principaux : Vic St Val, Snaky…
- Résumé :
  - Mise en place de l'intrigue :
  - Enquête et aventures :
  - Dénouement et révélations finales :

### La Crainte du gendarme
- Numéro dans la série Espiomatic : no 93
- Publication : 1978
- Personnages principaux : Vic St Val, Snaky…
- Résumé :
  - Mise en place de l'intrigue :
  - Enquête et aventures :
  - Dénouement et révélations finales :

### Massacre en sourdine
- Numéro dans la série Espiomatic : no 94
- Publication : 1978
- Personnages principaux : Vic St Val, Snaky…
- Résumé :
  - Mise en place de l'intrigue :
  - Enquête et aventures :
  - Dénouement et révélations finales :

### Debout, les morts!
- Numéro dans la série Espiomatic : no 95
- Publication : 1978
- Personnages principaux : Vic St Val, Snaky…
- Résumé :
  - Mise en place de l'intrigue :
  - Enquête et aventures :
  - Dénouement et révélations finales :

### La Boule à zéro
- Numéro dans la série Espiomatic : no 96
- Publication : 1978
- Personnages principaux : Vic St Val, Snaky…
- Résumé :
  - Mise en place de l'intrigue :
  - Enquête et aventures :
  - Dénouement et révélations finales :

### Des lendemains qui hantent
- Numéro dans la série Espiomatic : no 97
- Publication : 1979
- Personnages principaux : Vic St Val, Snaky…
- Résumé :
  - Mise en place de l'intrigue :
  - Enquête et aventures :
  - Dénouement et révélations finales :

### Matraquage
- Numéro dans la série Espiomatic : no 98
- Publication : 1979
- Personnages principaux : Vic St Val, Snaky…
- Résumé :
  - Mise en place de l'intrigue :
  - Enquête et aventures :
  - Dénouement et révélations finales :

### Le plus dur reste à faire
- Numéro dans la série Espiomatic : no 99
- Publication : 1979
- Personnages principaux : Vic St Val, Snaky…
- Résumé :
  - Mise en place de l'intrigue :
  - Enquête et aventures :
  - Dénouement et révélations finales :

### Casseurs, sachez casser!
- Numéro dans la série Espiomatic : no 100
- Publication : 1979
- Personnages principaux : Vic St Val, Snaky…
- Résumé :
  - Mise en place de l'intrigue :
  - Enquête et aventures :
  - Dénouement et révélations finales :

### Exécutions sur mesure
- Numéro dans la série Espiomatic : no 101
- Publication : 1979
- Personnages principaux : Vic St Val, Snaky…
- Résumé :
  - Mise en place de l'intrigue :
  - Enquête et aventures :
  - Dénouement et révélations finales :

### Camouflage express
- Numéro dans la série Espiomatic : no 102
- Publication : 1979
- Personnages principaux : Vic St Val, Snaky…
- Résumé :
  - Mise en place de l'intrigue :
  - Enquête et aventures :
  - Dénouement et révélations finales :